# Xinzhu

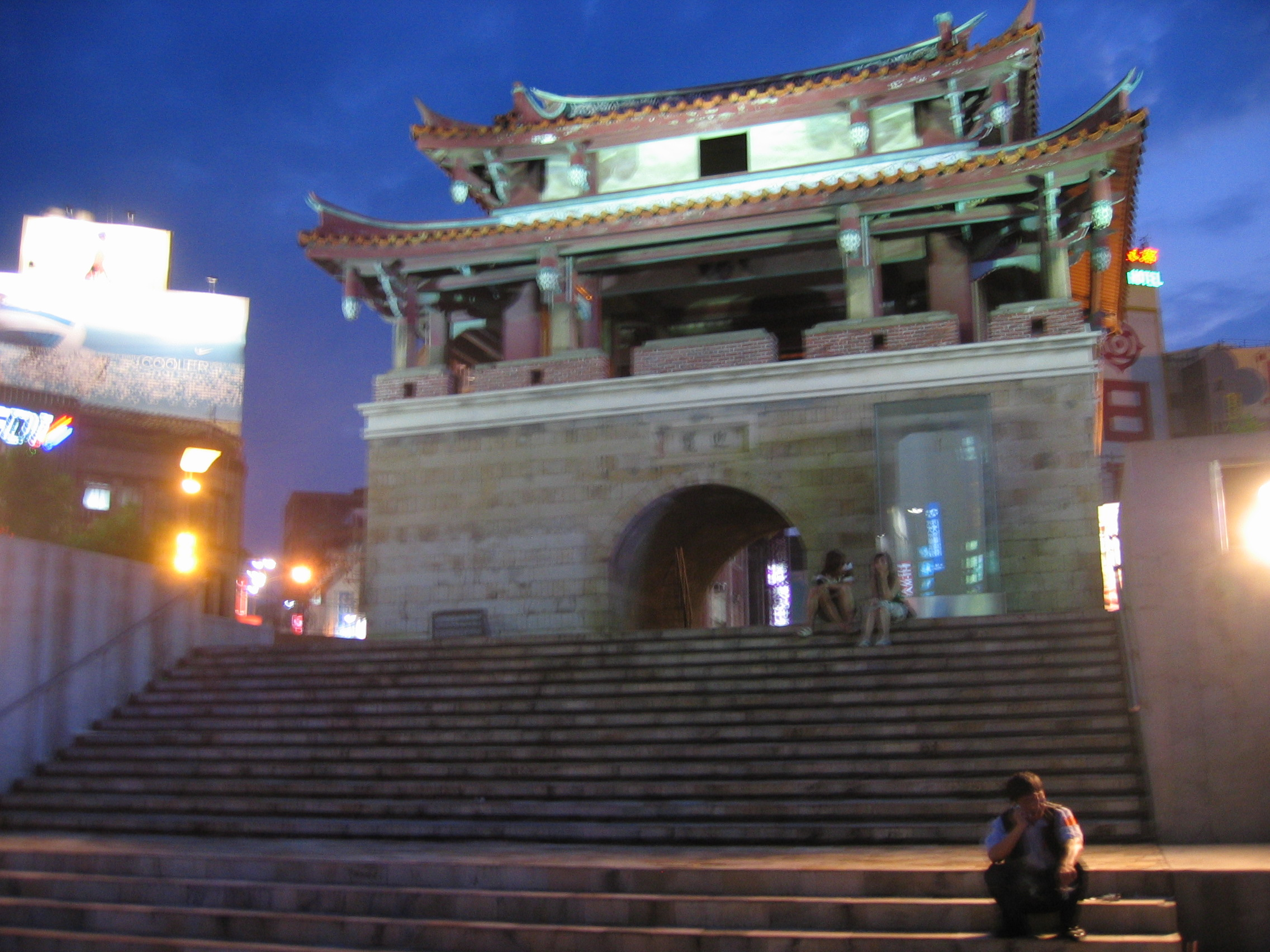
Brama Wschodnia będąca niegdyś bramą wjazdową do miasta. Istnieją także pozostałości starej fosy, biegnącej wzdłuż murów miasta

Xinzhu (chiń. 新竹; pinyin Xīnzhú; Wade-Giles Hsin-chu; pe̍h-ōe-jī Sin-tek) – miasto w północno-zachodnim Tajwanie. W 2010 roku liczyło 415 344 mieszkańców. 
Miasto graniczy od północy i wschodu z powiatem Xinzhu, powiatem Miaoli na południu oraz Cieśniną Tajwańską na zachodzie.

## Gospodarka
Miasto jest ośrodkiem przemysłu nowoczesnych technologii. Park przemysłowy Hsinchu Science and Technology Industrial Park skupia około 360 przedsiębiorstw z dziedziny high-tech m.in. TSMC, Philips, United Microelectronics Corporation czy AU Optronics. W rezultacie miasto ma najwyższy poziom dochodów w kraju. Ustanowienie parku miało na celu stworzenie odpowiednich warunków dla rozwoju nowych technologii na Tajwanie, a także zapewnienie pracy miejscowej ludności poprzez przyciągnięcie inwestycji oraz zbudowanie bazy dla przemysłu high-tech. Od jej utworzenia w 1978 roku, rząd tajwański zainwestował już ok. 30,8 miliardów NTD w tworzenie oprogramowania i sprzętu komputerowego. Do 2001 roku, zabudowano 625 akrów terenu parku oraz 118 akrów obszaru w południowym Xinzhu, przyciągając inwestycje 312 przedsiębiorstw z dziedziny nowych technologii.
Ponadto ośrodek regionu wydobycia ropy naftowej, węgla kamiennego, rud żelaza i srebra oraz handlu. Rozwinięty przemysł petrochemiczny, hutniczy, maszynowy, chemiczny i spożywczy. 

## Podział administracyjny
Miasto Xinzhu dzieli się na 3 dzielnice:
| Nazwa     | Chiński | Populacja (2010) | Powierzchnia (km²) |
| --------- | ------- | ---------------- | ------------------ |
| Bei       | 北區    | 145 441          | 15,7267            |
| Dong      | 東區    | 197 254          | 33,5768            |
| Xiangshan | 香山區  | 72 649           | 54,8491            |

## Współpraca
- Beaverton, Stany Zjednoczone
- Cary, Stany Zjednoczone
- Cupertino, Stany Zjednoczone
- Richland, Stany Zjednoczone
- Plano, Stany Zjednoczone
- Okayama, Japonia
- Puerto Princesa, Filipiny
- Fairfield, Australia
- Jiayi, Republika Chińska
- Airai, Palau